# Nở vú
Nở vú (hoặc nở ngực) là một rối loạn hệ thống nội tiết, trong đó xảy ra sự gia tăng không kích thích của kích thước mô vú nam giới.  Đau khổ tâm lý hoặc mặc cảm có thể xảy ra.
Sự phát triển của nở vú thường liên quan đến những thay đổi ở tuổi dậy thì lành tính. Tuy nhiên, 75% các trường hợp nở vú trong tuổi dậy thì đều tự giải quyết trong vòng hai năm kể từ khi khởi phát mà không cần điều trị. Trong những trường hợp hiếm gặp, nở vú đã được biết là xảy ra liên quan đến một số tình trạng bệnh. Các nguyên nhân bệnh lý của nở vú rất đa dạng và có thể bao gồm hội chứng Klinefelter, một số bệnh ung thư, rối loạn nội tiết, rối loạn chuyển hóa, các loại thuốc khác nhau hoặc có thể xảy ra do sự suy giảm tự nhiên trong sản xuất testosterone. Rối loạn trong hệ thống nội tiết dẫn đến sự gia tăng tỷ lệ estrogen / androgen được cho là nguyên nhân gây ra sự phát triển của nở vú. Điều này có thể xảy ra ngay cả khi mức độ estrogen và androgen đều phù hợp, nhưng tỷ lệ bị thay đổi. Chẩn đoán dựa trên các dấu hiệu và triệu chứng.
Rối loạn này thường tự giải quyết và việc điều trị mang tính bảo thủ của nở vú thường là tất cả những gì cần thiết. Điều trị y tế của việc nở vú duy trì hơn hai năm thường không hiệu quả. Các loại thuốc như thuốc ức chế aromatase đã được cho là có hiệu quả trong các trường hợp hiếm gặp của chứng nở vú do các rối loạn như hội chứng dư thừa aromatase hoặc hội chứng Peutz-Jeghers, nhưng thường phải phẫu thuật cắt bỏ mô vú thừa.
Nở vú là một chứng phổ biến. Chứng nở vú sinh lý phát triển ở 70% bé trai vị thành niên. Trẻ sơ sinh và nam thanh thiếu niên thường trải qua chứng nở vú tạm thời do ảnh hưởng của hormone mẹ và thay đổi nội tiết tố trong tuổi dậy thì.